# 思南公馆
31°12′52″N 121°28′08″E / 31.2143231°N 121.468805°E

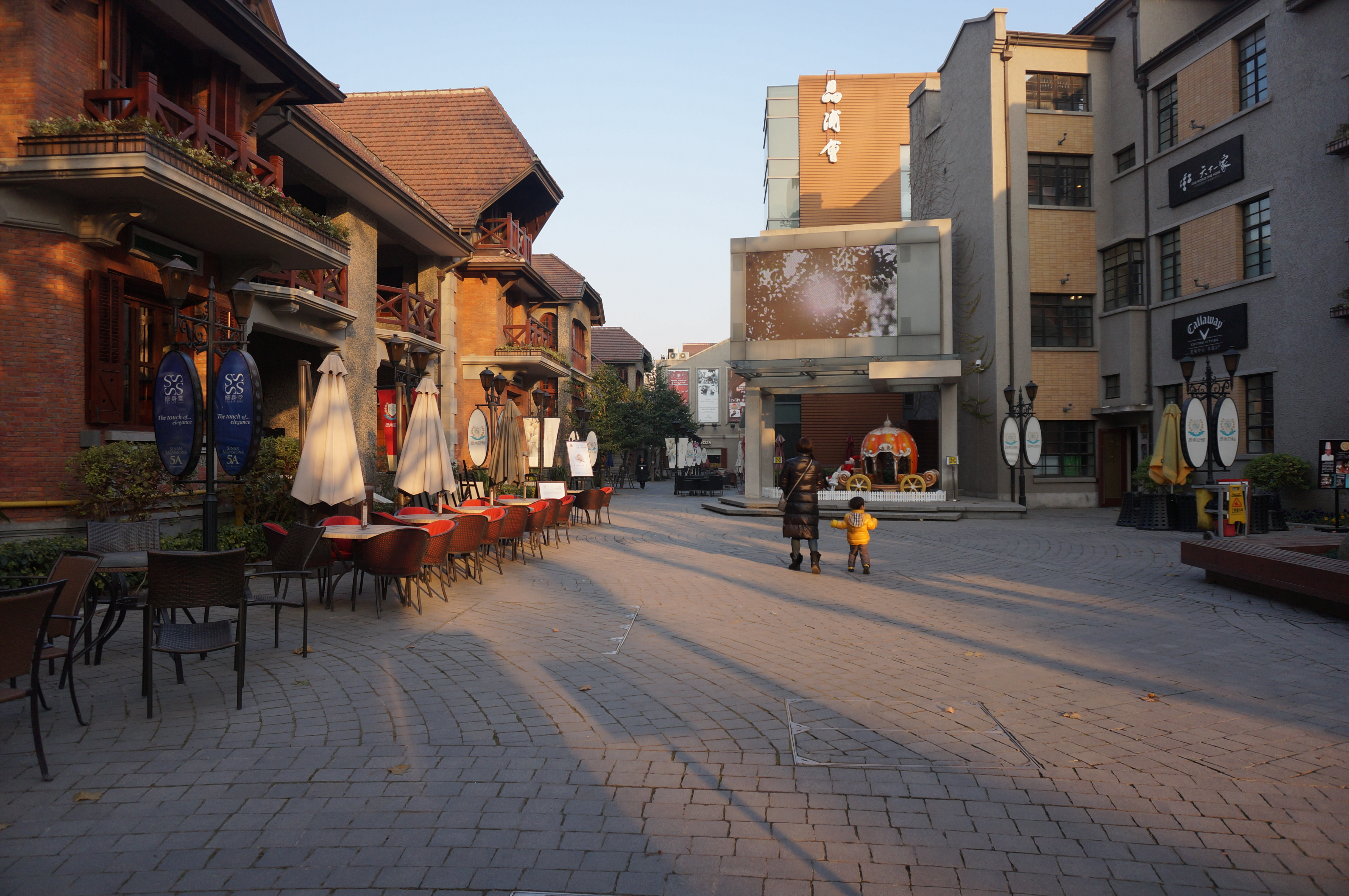
思南公馆商业街入口

思南公馆是位于上海市黄浦区的一个花园住宅保留改造项目，集商业、酒店、住宅和办公为一体，占地面积约5公顷，包含原卢湾区47、48街坊的部分地块。具体范围为：西至48街坊花园住宅边界，东至重庆南路，南至上海第二医科大学，北至复兴中路，与复兴公园隔路相望。目前已部分建成并开放。

## 历史建筑

### 概述
20世纪20至30年代，上海法租界在今复兴中路，重庆南路，瑞金二路，淮海中路合围的区域内规划了一片高档住宅区，规定只允许建造西式房屋。。思南路两侧集中的大量花园住宅也大致建于同一时代，其中受保护或需要保留的建筑共51幢。

### 思南路51-95号住宅
思南路51-95号（单号）住宅位于思南路东侧，原名义品村，由比商义品放款银行（法语：Crédit foncier d'Extrême-Orient）投资建造。义品村占地面积2公顷，建筑面积1.6万平方米，原有砖木结构房屋30座。这些建筑高三层或四层，样式以英国式，法国式和西班牙式为主。立面材质为卵石和清水红砖，屋面采用红瓦双坡屋面。每幢房屋均有独立的花园。1994年，义品村被列为第二批上海市优秀历史建筑。
曾居住于义品村的名人有：
- 陈长蘅
- 薛笃弼
- 梅兰芳
- 李烈钧

### 周公馆

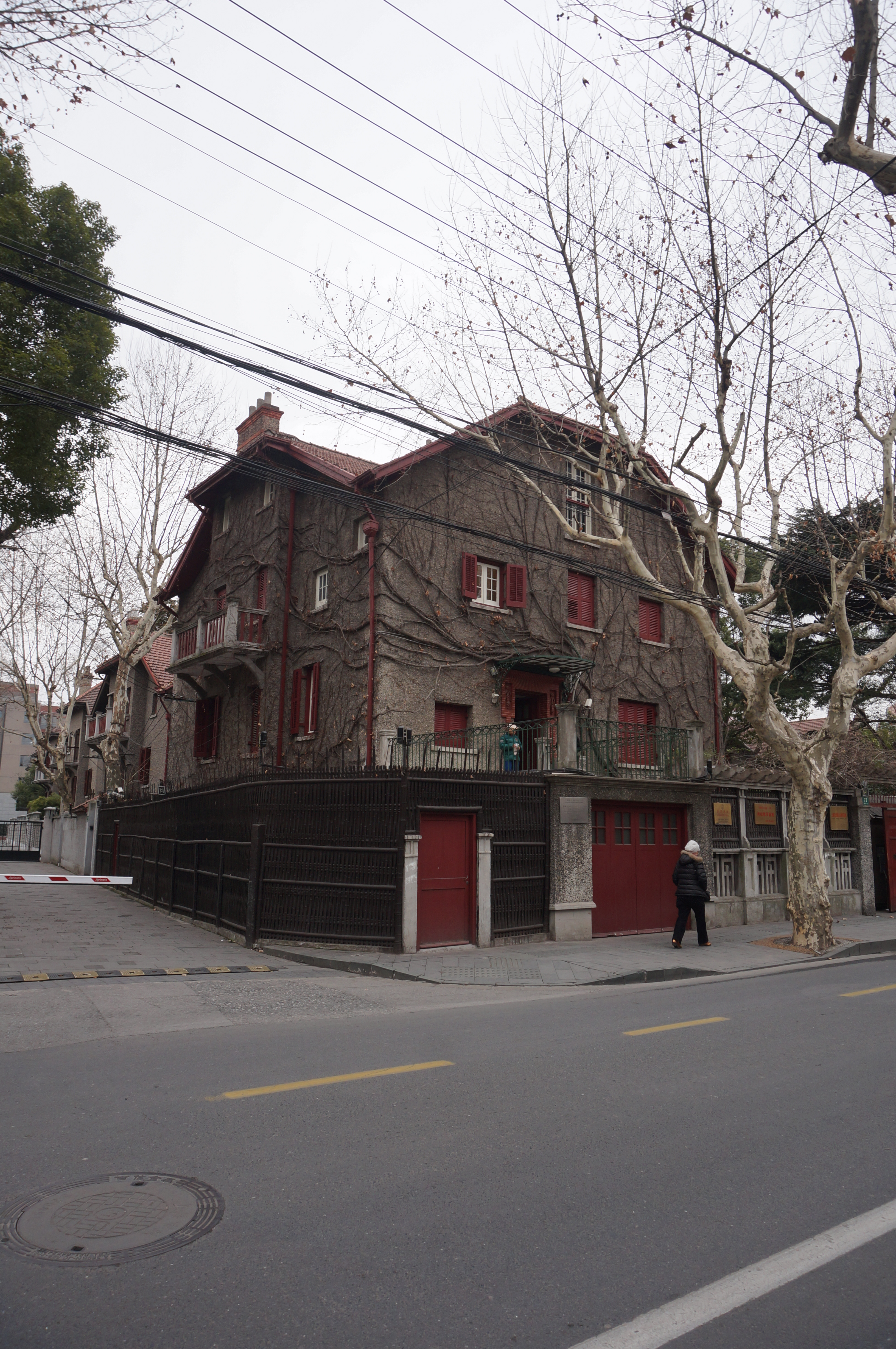
周公馆

周公馆位于思南路73号（义品村内），是国共谈判期间中国共产党上海设立的办事机构，对外宣称是周恩来的寓所故而得名。1959年列为第一批上海市文物保护单位。

### 复兴中路517号，531号，533-537号，541号（517号柳亚子故居）

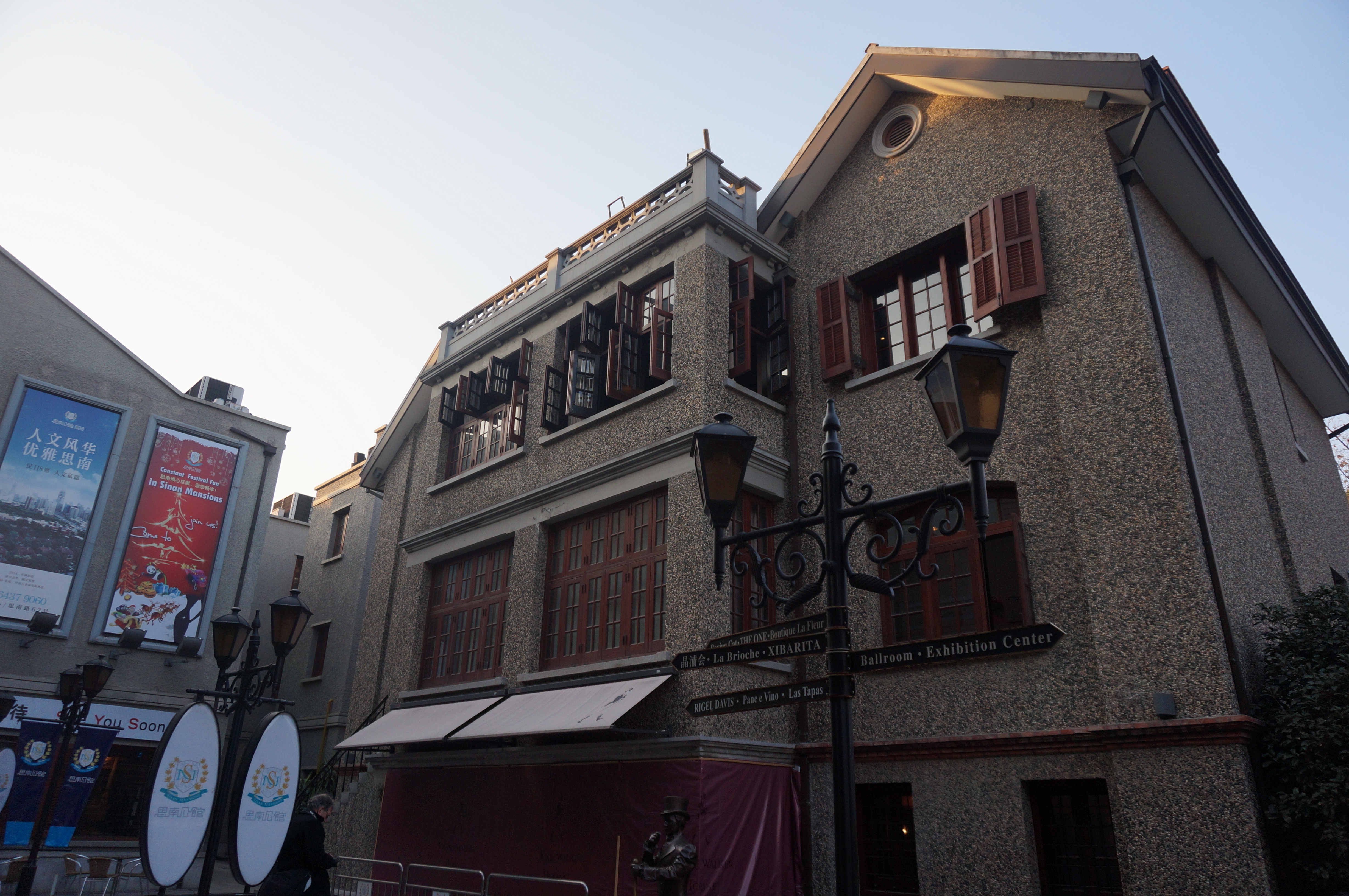
复兴中路517号，531号，533-537号，541号中的一幢

复兴中路517号，531号，533-537号，541号住宅位于复兴中路南侧，占地面积0.8公顷，建筑面积2590 平方米，为砖混结构的花园住宅。原建筑立面采用黄色水泥拉毛刷面（现已全部改造为卵石立面），红瓦屋面，门为券式，层间以红砖作为腰线。2004年，该建筑群被公布为第四批上海市优秀历史建筑。
其中的复兴中路517号住宅建于1926年，原是冯玉祥的府邸，1936年-1940年柳亚子租住于此。冯玉祥去世后，所存房产权由夫人李德全处置，于1951年将此住宅捐献给国家。。2004年公布为第一批上海市不可移动文物，2011年重新公布为卢湾区（现黄浦区）不可移动文物。

### 思南路50-70号住宅
思南路50-70号（双号）住宅位于思南路西侧，占地面积0.9公顷，建筑面积6900平方米。其建筑结构和风格与义品村相似：立面采用清水红砖墙面或拉毛处理，入口有柱式门廊，采用螺旋柱，局部有简化的古典装饰。2004年，思南路50-70号住宅被列为第四批上海市优秀历史建筑。

## 开发

### 开发状况
思南路两侧的花园住宅由于长期超负荷地使用，建筑状况不容乐观。1999年，思南公馆项目启动，后委托上海城投永业集团进行开发，2004年列为上海市历史文化风貌区改造保护试点项目之一。项目分两期实施，一期为47街坊部分，二期为48街坊部分。2009年，区域内住户的腾迁工作完成。2010年，一期项目建成并全部开放。目前二期项目仍在施工中。

### 修缮与改造

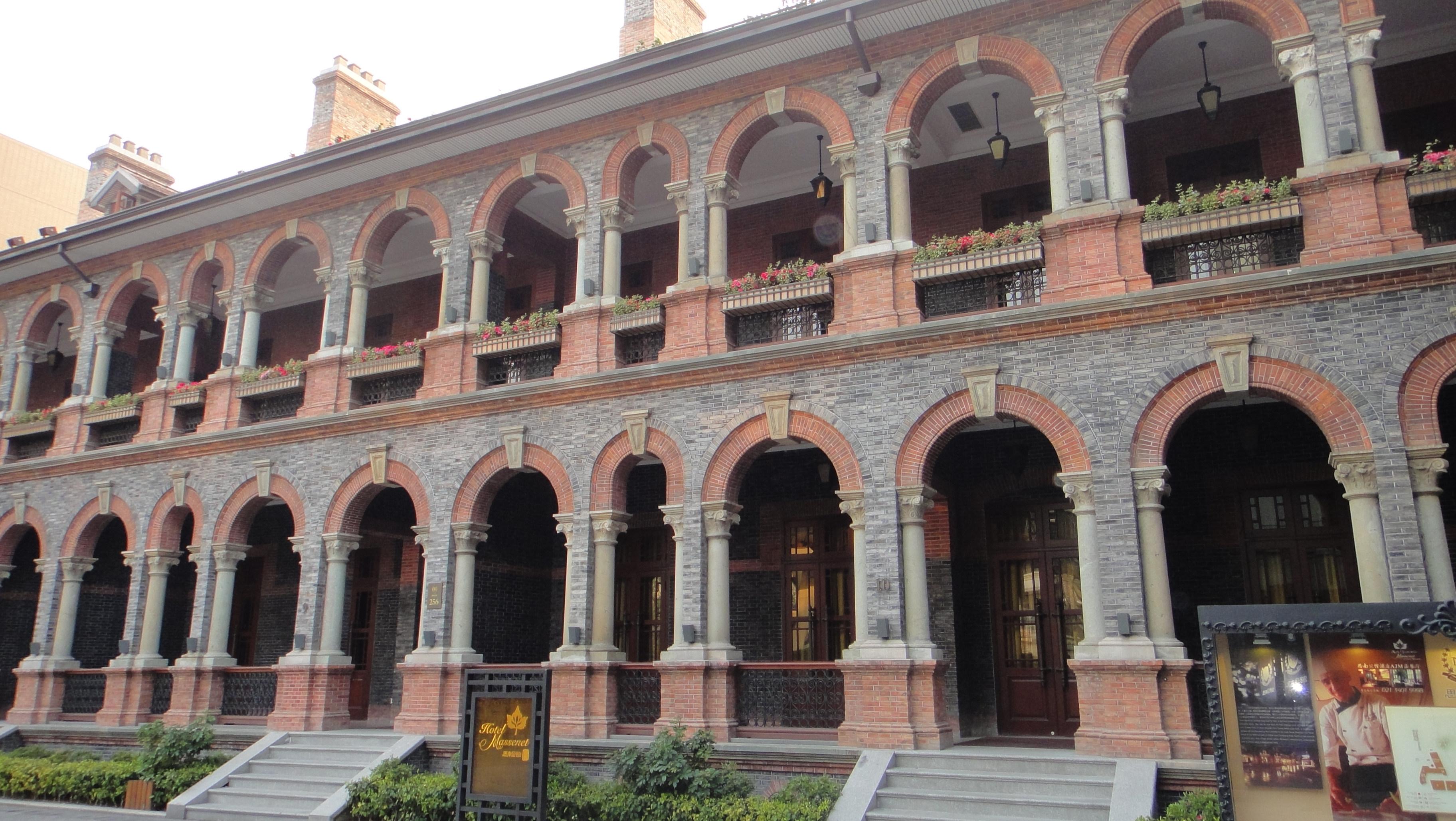
拆除后原样复建的外廊式建筑

思南公馆项目运用“拆、改、留”并举的方法对其范围内的老建筑进行修缮与改造，共保留历史建筑51幢（含周公馆两幢），面积近3万平方米。修缮方法涉及违建部分的拆除，外墙的清洗，屋面、墙体、局部装饰的修复和建筑结构的加固。其中的一幢外廊式建筑在拆卸后旋转90度依原样重建，成为思南公馆宴会厅。项目规划新建建筑2.7万平方米，新建地下空间2.2万平方米。

## 项目分区
思南公馆一期项目位于47街坊，即思南路东侧区域，包括东苑、南苑、北里三个功能区域；二期项目在48街坊，思南路西侧，为西苑。

### 南苑（思南公馆酒店）
南苑为思南公馆酒店区域，包含15幢三至四层独立花园住宅作为整幢出租的客房，面积大致为500-600平方米，并拥有300-600平方米的花园。

### 北里（思南内街）
北里为思南公馆商业街，集中了餐饮、文化、奢侈品销售等多种功能。2013年，第十届上海书展在此设立分会场“思南文学之家”，其牌匾由莫言亲笔题字。思南文学之家举办各种文学活动，成为上海文化的新地标。

### 东苑（新建住宅）
东苑包含4栋4-7层新建住宅，包括118套全装修住房，单元建筑面积90-350平方米。

#### 知名業主
- 徐熙娣
- 姚晨
- Yu Ching Wah

### 西苑（企业公馆）
西苑为企业公馆，包含10幢500-600平方米的洋房，完工后将作为企业会所或接待场所，行使商办功能。

## 活動
2017年起，每年會在思南公館舉辦思南城市空间艺术。

## 周边景观
- 北部：复兴公园、上海中山故居
- 西部：复兴坊
- 东部：韬奋纪念馆（万宜坊内）

## 交通
- 地铁 █ 10号线、 █ 13号线：一大会址·新天地站

## 延伸阅读
- 魏闽. . 东南大学出版社. ISBN 9787564110710.